# AN/PRC-77

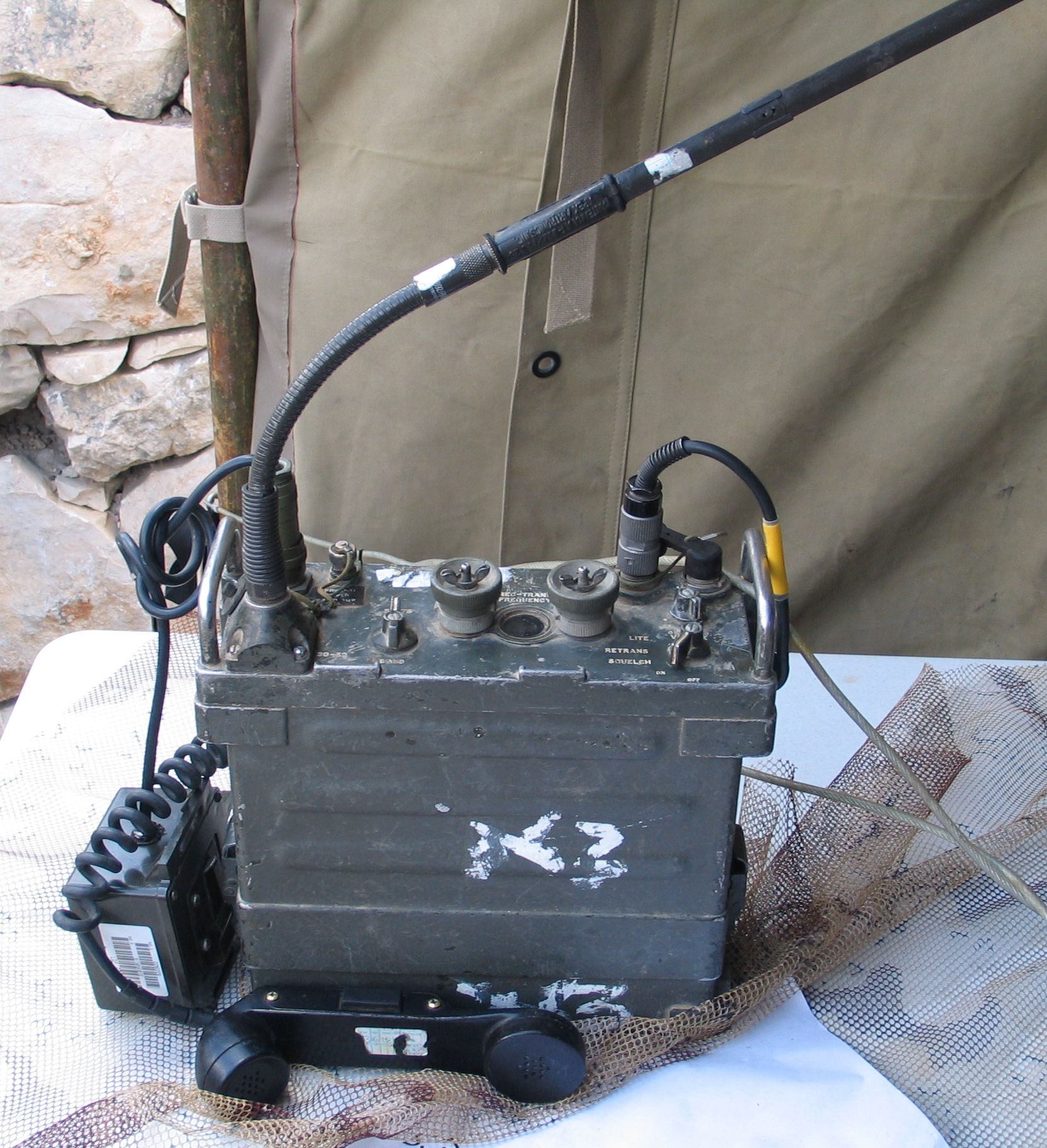
AN/PRC-77

AN/PRC-77は米国製の携帯型軍用トランシーバーである。通称「マンパック」（Manpack）と呼ばれる本機は、米Associated Industries社製のCombat Net Radio(CNR) 方式を用いたHF帯、及びVHF帯を使用する短距離・双方向の音声通信用携帯無線機である。
"AN/PRC-77"という名称は、米国の軍用電子機器の命名規則 (Joint Electronics Type Designation System, JETDS) に従ったものであり、"AN/PRC"は"Army/Navy, Portable, Radio, Communication"を意味している。

## 概要
1968年にベトナム戦争で使用されていたAN/PRC-25を改良した後継機として登場したのが本機である。外観こそAN/PRC-25とほぼ同じであるが、内部はモジュールが統廃合されており、AN/PRC-25のネックであった送信最終段の真空管をトランジスタ化しているのが特徴である。
すでに米軍では、大部分がSINCGARSに対応したAN/PRC-119やAN/PRC-148に置き換え済みであるが、オーストラリア軍やスウェーデン軍、オーストリア軍、パキスタン軍などの軍隊組織や一般警察では、通常のFM通信機と交信が可能なため、現在でも使用されている。

## 諸元
AN/PRC-77はRT-841トランシーバーと少数の部品から構成されている。本機は、TSEC/KY-57 音声暗号化装置と共に用いることで"X-mode"と呼ばれる安全な音声通信が行えるが、SINCGARS方式の周波数ホッピング・モードは備えていない。
| チャンネル   | 2つのバンドをまたいで、50 kHzずつ 合計920チャンネル |
| 周波数範囲   | 30.00-52.95 MHz（ローチャンネル）; 53.00-75.95 MHz（ハイチャンネル） |
| 想定有効距離 | 8 km (5 mi) ただし条件により異なる |
| 送信出力     | 1.5 - 2.0 W |
| 電源         | BA-4386/U, BA-398/U ないし BA-55984 またはニッケル・カドミウム蓄電池 |
| アンテナ     | AT-271A/PRC 10フィート 多段簡易折畳式"Static" または、AT-892/PRL-24 3フィート 鋼テープ製の半硬式"Bush-whip"                                                                                       |
| サービス分類 | 30K0F3E 携帯型フィールド無線機 |
| 重量         | 13.75 ポンド (6.2 kg) |
| 補足         | AN/PRC-77の改良型のAN/PRC-1177は、チャンネル毎のバンドのきざみが旧型の50kHzから半分の25kHzとなって音声通信に使用されるバンド幅も6kHzになっている。これらによって2倍の1840チャンネルが利用できる。 |